# 威廉一世 (於利希)
埃諾的威廉（德語：Wilhelm von Jülich，約1299年—1361年2月26日），格哈德五世之子，於利希伯爵（稱威廉五世），1356年起晉升為於利希公爵（稱威廉一世）。

## 家庭
1324年，威廉與埃諾伯爵威廉一世的女兒讓娜結婚，兩人共有2子3女：
1. 格哈德（—1360年）
2. 威廉二世（—1393年）
3. 理察迪絲
4. 菲莉琶
5. 伊莉莎白